# The Mollusca

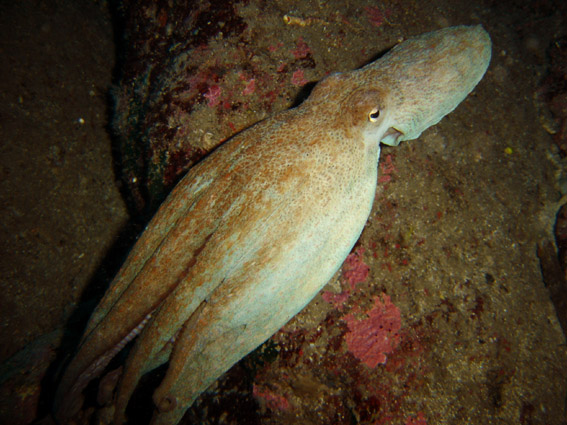
Octopus vulgaris (Poulpe commun) (Croatie)

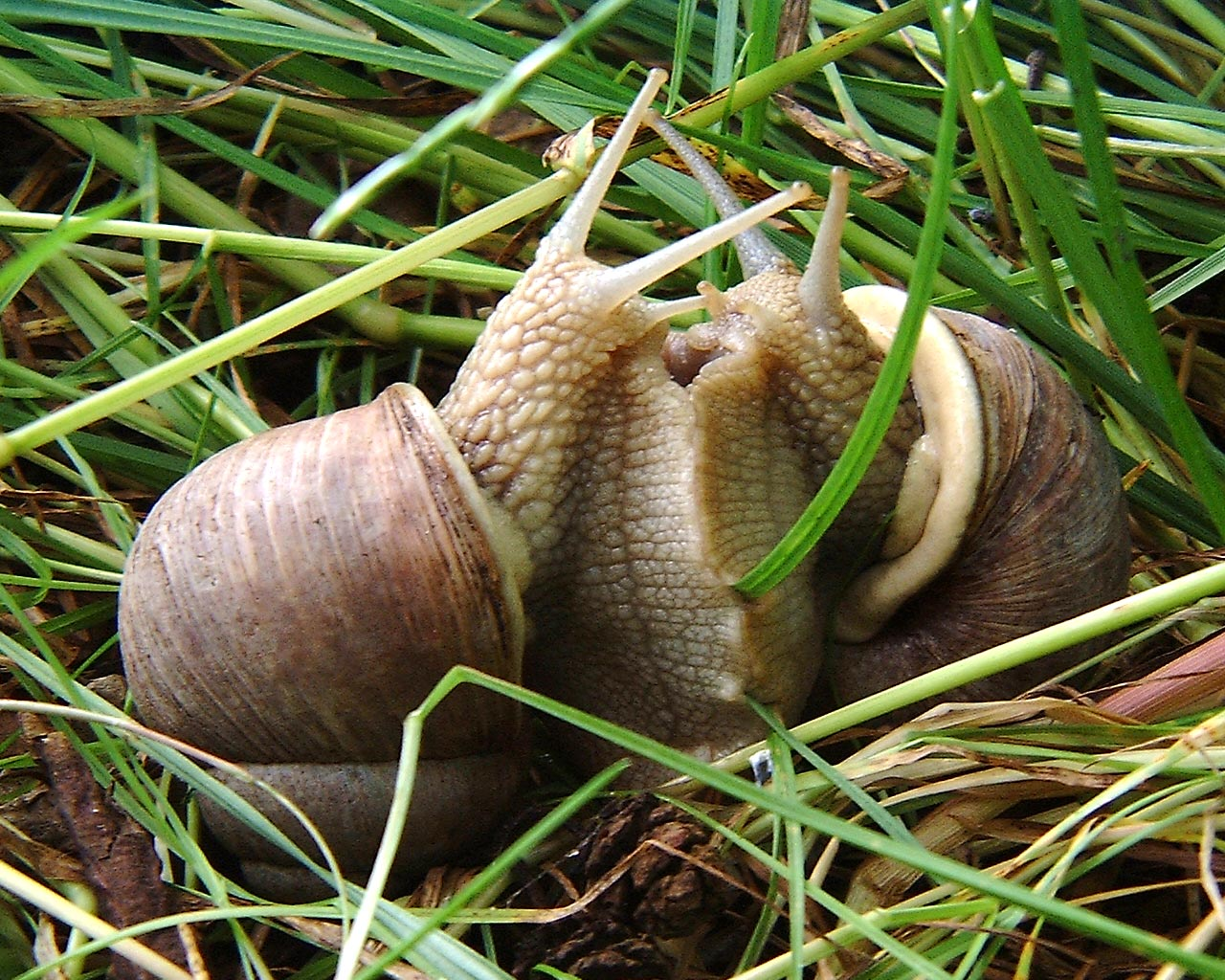
Helix pomatia (Pulmonata, Helicidae)

The Mollusca représente une des plus importantes sommes de connaissance concernant les mollusques. Cette série de références a été publiée par les éditions Academic Press à partir du début des années 1980. Seul le volume 11 a été publié par les éditions Elsevier Science.

## Volumes
- Volume 1 : Metabolic Biochemistry and Molecular Biomechanics.  (ISBN 0127514015).
- Volume 2 : Environmental Biochemistry and Physiology (PW Hochachka, 1983).  (ISBN 0127514023).
- Volume 3 : Development (K Wilbur, 1983).  (ISBN 0127514031).
- Volume 4 : Physiology, Part 1 (K Wilbur, 1983).  (ISBN 012751404X).
- Volume 5 : Physiology, Part 2 (K Wilbur, 1984).  (ISBN 0127514058).
- Volume 6 : Ecology (WD Russell-Hunter, 1983).  (ISBN 0127514066).
- Volume 7 : Reproduction (AS Tompa, NH Verdonk and JAM Van Den Biggelaar, 1984).  (ISBN 0127514074).
- Volume 8 : Neurobiology and Behaviour, Part 1 (K Wilbur, 1985).  (ISBN 0127514082).
- Volume 9 : Neurobiology and Behaviour, Part 2 (A Willows, 1986).  (ISBN 0127514090).
- Volume 10 : Evolution (ER Trueman and MR Clarke, 1985).  (ISBN 0127514104).
- Volume 11 : Form and Function (ER Trueman and MR Clarke, 1988).  (ISBN 0127514112).
- Volume 12 : Palaeontology and Neontology of Cephalopods (KM Wilbur, 1988).  (ISBN 0127514120).